# Volumen diastólico final
En fisiología cardiaca, se llama volumen diastólico final (VDF) al volumen de sangre que llena el ventrículo del corazón al final de la fase de relajación del mismo, es decir al final de la diástole y justo antes de que comience la contracción ventricular o sístole.
En condiciones normales en un adulto humano medio este volumen oscila entre 120 y 140 ml.
El volumen diastólico final no debe confundirse con el volumen sistólico final (VSF) o volumen telesistólico, que corresponde a la cantidad de sangre que queda en el ventrículo al finalizar la sístole. El volumen sistólico final en una adulto humano medio en condiciones normales es de alrededor de 60 ml. 
Conociendo el volumen diastólico final (VDF) y el volumen sistólico final puede calcularse el volumen sistólico  o volumen de eyección que es igual al volumen diastólico final menos el volumen sistólico final.